# Nicolai Alexeievici Miliutin
Nicolai Alexeievici Miliutin (rusă Николай Алексеевич Милютин} (n. 18 iunie 1818 – d. 7 februarie 1872) a fost un politician rus, care a jucat un rol important în introducerea reformelor liberale din Rusia, în timpul domniei țarului Alexandru al II-lea al Rusiei. Printre reformele sale se numără, desființarea iobăgiei și a formei de guvernare locale, numită zemstvo care se ocupa de problemele învățământului primar, asistenței medicale, asistenței sociale, combaterii incendiilor, aprovizionării cu alimente și ale întreținerii drumurilor în localitățile respective. Nobilii aveau cea mai mare putere în zemstve, desființarea ei a dus la centralizarea administrației și îngrădirea puterii nobililor.
Miliutin a fost nepotul generalului Pavel Dimitrievici Kiseliov (Павел Дмитриевич Киселёв), cel care a influețat pozitiv politica țarului Nicolae I al Rusiei.
1. 1 2  Милютин Николай Алексеевич, Marea Enciclopedie Sovietică (1969–1978)[*]
2. ↑  IeSBE / Miliutin, Nikolai Alekseevici[*] Verificați valoarea |titlelink= (ajutor)
3. ↑  IeSBE / Miliutin, Vladimir Alekseevici[*] Verificați valoarea |titlelink= (ajutor)
4. ↑  The Peerage
5. ↑  Autoritatea BnF, accesat în 10 octombrie 2015